# Wasilis Tsiartas
Wasilis Tsiartas, gr. Βασίλης Τσιάρτας (ur. 12 października 1972 w Aleksandrii) – grecki piłkarz grający na pozycji ofensywnego pomocnika.

## Kariera
Profesjonalną karierę Tsiartas zaczynał w sezonie 1988/1989 w Naousa FC. W tym zespole grał do 1993 roku, w następnym sezonie występował już w AEK Ateny. Tu spisywał się na tyle dobrze, że po 3 latach wyjechał do Hiszpanii, a konkretnie do Sevilla FC. W Sewilli grał przez cztery sezony (przez pewien czas był nawet kapitanem drużyny), po czym powrócił do AEK-u. Po udanych Mistrzostwach Europy w 2004 roku Grek postanowił jeszcze raz wyruszyć do zagranicznej ligi, jednak tym razem był to II-ligowy klub 1. FC Köln. Występy w Niemczech to był 4-meczowy epizod. Tsiartas powrócił do Grecji, tym razem do Ethnikos Pireus, w którym zagrał 3 mecze. 14 lutego tego roku poinformował o zakończeniu kariery.
Tsiartas występował w młodzieżowych reprezentacjach Grecji, natomiast w 1994 roku zadebiutował w meczu z Arabią Saudyjską w kadrze A. Łącznie w narodowych barwach zagrał 70 meczów i strzelił 12 goli. W 2004 roku wraz z kolegami wygrał Mistrzostwa Europy na boiskach Portugalii. Reprezentacyjną karierę zakończył w 2005 roku.